# Mezőföld
 (mars 2025).
Le Mezőföld (hongrois : Mezőföld [ˈmɛzøːføld]) est une région naturelle située à l'ouest du Danube, entre le Sió et le fleuve, délimitée par la plaine alluviale du Danube, le Massif de Transdanubie, les Collines de Transdanubie et le lac Balaton. Sur le plan géographique, il fait partie de l'Alföld, bien que dans l'usage courant, ce dernier terme soit principalement réservé aux plaines situées à l'est du Danube.
D'un point de vue administratif, le Mezőföld s'étend principalement sur le comitat de Fejér, mais empiète également sur ceux de Veszprém, Somogy, Pest et Tolna. Son altitude varie entre 100 et 180 mètres. Son sol alterne entre des zones sableuses et des dépôts de loess, issus des alluvions des ruisseaux du Massif de Transdanubie. La région est également caractérisée par de vastes étendues de tchernoziom, un sol particulièrement fertile.
Un escarpement marque la transition entre le Mezőföld et le reste de l'Alföld. Autrefois une steppe herbeuse, le territoire est aujourd'hui une zone agricole de grande qualité.

## Territoire et localisation

### Topographie et hydrographie
Le Mezőföld est une région de plaine vallonnée, bordée par le Danube à l'est et traversée par plusieurs rivières, dont le Sió et le Sárvíz.

### Géologie et géomorphologie
Le Mezőföld est caractérisé par une alternance de zones sableuses et de dépôts de loess. Son sol fertile est dominé par le tchernoziom, favorisant une agriculture intensive.

### Climat
Le climat est de type continental humide, avec des étés marqués par une sécheresse et un bilan hydrique déficitaire.

## Aires faunistiques et floristiques
Le Mezőföld présente une grande diversité d'habitats, incluant des steppes sèches, des zones sableuses mobiles, ainsi que des prairies et forêts marécageuses. Les formations végétales naturelles, notamment les steppes herbeuses, sont aujourd'hui rares. Une zone de sable mouvant préservée se trouve entre Németkér et Bikács, où subsistent des prairies de sable à Stipa borysthenica.
Les prairies marécageuses sableuses abritent plusieurs espèces relictuelles de l’ère glaciaire, telles que le Trolle d'Europe (Trollius europaeus), la Parnassie des marais (Parnassia palustris), le Trèfle d’eau (Menyanthes trifoliata), le Vérâtre blanc (Veratrum album) et plusieurs espèces du genre Eriophorum.
Le Mezőföld abrite également une faune variée :
- Mammifères : Renard roux (Vulpes vulpes), Lièvre d'Europe (Lepus europaeus), Chevreuil européen (Capreolus capreolus), Cerf élaphe (Cervus elaphus), Chacal doré (Canis aureus).
- Oiseaux : Faisan de Colchide (Phasianus colchicus), Perdrix grise (Perdix perdix), Hibou des marais (Asio flammeus), Buse variable (Buteo buteo), Guêpier d'Europe (Merops apiaster).
- Reptiles et amphibiens : Crapaud vert (Bufotes viridis), Sonneur à ventre rouge (Bombina bombina), Couleuvre d’Esculape (Zamenis longissimus), Lézard agile (Lacerta agilis).

## Subdivisions géographiques
Selon le classement du Centre de recherche en géographie de l'Académie hongroise des sciences, le Mezőföld est divisé en plusieurs sous-régions géographiques :
- Haut-plateau d'Érd–Ercsi
- Plaine de la Váli-víz
- Mezőföld central
- Bassin de Velence
- Sárrét
- Vallée du Sárvíz
- Mezőföld méridional
- Haut-plateau d'Enying
- Plateaux lœssiques de Káloz–Igar
- Vallée du Sió

### Ouvrages
- (hu) Emil Korpás, Mezőföld talajföldrajza, 1958.
- (hu) László Ádám, A Mezőföld természeti földrajza, Akadémiai Kiadó, 1959.
- (hu) László Lukács, A mezőföldi tanyák néprajza : A farmtanyák kialakulása és pusztulása a Mezőföldön a XIX-XX. században, Székesfehérvár, Szent István Király Múzeum, 1998 (ISBN 963-7390-80-4).

### Articles
- (hu) László Kováts, « Tolna megye természeti kincsei: a Dél-Mezőföld Tájvédelmi Körzet », Magyar építőipar, vol. 55, no 2,‎ 2005, p. 109-111.
- (hu) István Szili, « Mezőföld kapuja, a Sárrét », Természetbúvár, vol. 59, no 2,‎ 2004, p. 20-23.
- (hu) Izabella Nagy, « A Mezőföld zöld folyosója: a Váli-völgy », Természetbúvár, vol. 57, no 6,‎ 2002, p. 20-23.
- (hu) Júlia Szerényi, « Adatok az Észak-Mezőföld löszflórájához », Kitaibelia, vol. 5, no 2,‎ 2000, p. 249-270.
- (hu) András Mészáros, « Adatok a Veszprém megyei Mezőföld flórájához I. », A Bakonyi Természettudományi Múzeum közleményei, vol. 17,‎ 1998, p. 55-63.
- (en) F. Kozár, F. Samu, É. Szita, Z. Konczné Benedicty, B. Kiss, E. Botos, K. Fetykó, D. Neidert et A. Horváth, « New data to the scale insect (Hemiptera: Coccoidea) fauna of Mezőföld (Hungary) », Acta phytopathologica et entomologica Hungarica, vol. 44, no 2,‎ 2009, p. 431-442.
- (hu) Gábor Lendvai et András Horváth, « Adatok a Mezőföld löszflórájához », Botanikai közlemények, vol. 81, no 1,‎ 1994, p. 9-12.
- (hu) Gábor Lendvai et András Horváth, « Adatok a Mezőföld löszflórájához II. », Kitaibelia, vol. 15, nos 1-2,‎ 2010, p. 119-132.
- (hu) László Zsigmond Vöröss, « Adatok a Mezőföld flórájának ismeretéhez », Botanikai közlemények, vol. 74-75, nos 1-2,‎ 1987, p. 121-126.
- (hu) László Lukács, « A Mezőföld tájnevéről », Honismeret, vol. 12, no 1,‎ 1984, p. 26-28.